# John Richardson (acteur)
Pour les articles homonymes, voir John Richardson et Richardson.
John Richardson, né le 19 janvier 1934 à Worthing, dans le Sussex de l'Ouest et mort le 5 janvier 2021, est un acteur britannique apparu dans de nombreux films des années 1950 aux années 1990, principalement actif dans le cinéma italien.

## Biographie
Il a joué dans plusieurs films italiens, notamment Le Masque du démon (1960) de Mario Bava. Son rôle le plus connu reste cependant celui de Tumak dans Un million d'années avant J.C. (1966), de Don Chaffey, où il incarne le personnage principal vivant une histoire d'amour avec Loana (Raquel Welch).
Il a par ailleurs eu quelques petits rôles, par exemple dans Les 39 Marches (1959), Tendre est la nuit (1962), ou encore Melinda (1970), avec Barbra Streisand.
John Richardson a failli incarner le célèbre agent secret britannique James Bond 007 puisqu'il fut pressenti pour succéder à Sean Connery, avant d'être finalement écarté au profit de George Lazenby.
Il a par ailleurs été marié à l'actrice Martine Beswick de 1967 à 1973.
Richardson meurt le 5 janvier 2021 des suites du COVID-19.

## Filmographie
- 1960 : Le Masque du démon (La Maschera del demonio)
- 1965 : La Déesse de feu (She)
- 1966 : Un million d'années avant J.C. (One Million Years B.C.)
- 1967 : Johnny le bâtard (John il bastardo), d’Armando Crispino : Johnny
- 1967 : Gringo, jette ton fusil de Joaquín Luis Romero Marchent : Dan Casey
- 1967 : La Ceinture de chasteté (La cintura di castità) de Pasquale Festa Campanile
- 1968 : La Déesse des sables (The Vengeance of She)
- 1968 : Django, prépare ton exécution (Execution) de Domenico Paolella : Bill / John Coler
- 1973 : Torso de Sergio Martino : Franz
- 1975 : Le Canard à l'orange (L'Anatra all'arancia) : Jean-Claude
- 1975 : Chats rouges dans un labyrinthe de verre (Gatti rossi in un labirinto di vetro) d'Umberto Lenzi : Mark Burton
- 1977 : Anno zero - Guerra nello spazio d'Alfonso Brescia : Alex Hamilton
- 1978 : La Bataille des étoiles (Battaglie negli spazi stellari) d'Alfonso Brescia : Mike Layton
- 1989 : Sanctuaire (La chiesa) de Michele Soavi : l'architecte